# Sakété
Sakété is een van de 77 gemeenten (communes) in Benin. De gemeente ligt in het departement Plateau. Sakété heeft een oppervlakte van 432 km² en telt 114.088 inwoners (2013). De gemeente is opgedeeld in zes arrondissementen:
- Aguidi
- Ita-Djèbou
- Sakété I
- Sakété II
- Takon
- Yoko

De gemeente grenst in het oosten aan Nigeria. Belangrijkste rivieren zijn de Aguidi en de Iya-Nsa. De oorspronkelijk bossen hebben grotendeels plaatsgemaakt voor plantages van oliepalmen. Sakété is een belangrijk productiecentrum van palmolie. In 2014 werd de eerste steen gelegd van een universitair centrum, een campus van de landbouwuniversiteit van Kétou.
Er zijn twee regenseizoenen, van maart tot juli en van september tot november.

## Bevolking
In 2013 telde de gemeente 114.088 inwoners.
De grootste bevolkingsgroepen vormen de Yoruba - Nago (72,3%) en de Fon - Goun (25,9%). Verder zijn er nog kleinere groepen Mina, Ibo en Adja.
Opm: Bevolkingscijfers in duizendtallen
Bron: Sakété Commune in Benin; 1979-2013: volkstellingen
Bron: Institut National de la Statistique Benin; 2013: volkstelling

## Geschiedenis
Sakété is ontstaan als een Yoruba-koninkrijk. De Yoruba - Nago in deze streek werden geplaagd door campagnes van het Fon-koninkrijk Dahomey om slaven te maken. Hieraan kwam een einde nadat de Fransen Dahomey hadden onderworpen. Het koloniaal gezag was echter niet populair, onder andere door de gedwongen recruteringen voor het leger. Op 25 februari 1905 kwam het tot een gewapende confrontatie tussen het Franse koloniale leger en plaatselijke Nago. Ten gevolge van de Franse repressie moest koning Agbola van Sakélé vluchten naar Nigeria.

## Geboren
- Rafiatou Karimou (1946-2018), politica
- François Adébayo Abiola (1950), politicus

## Afbeeldingen

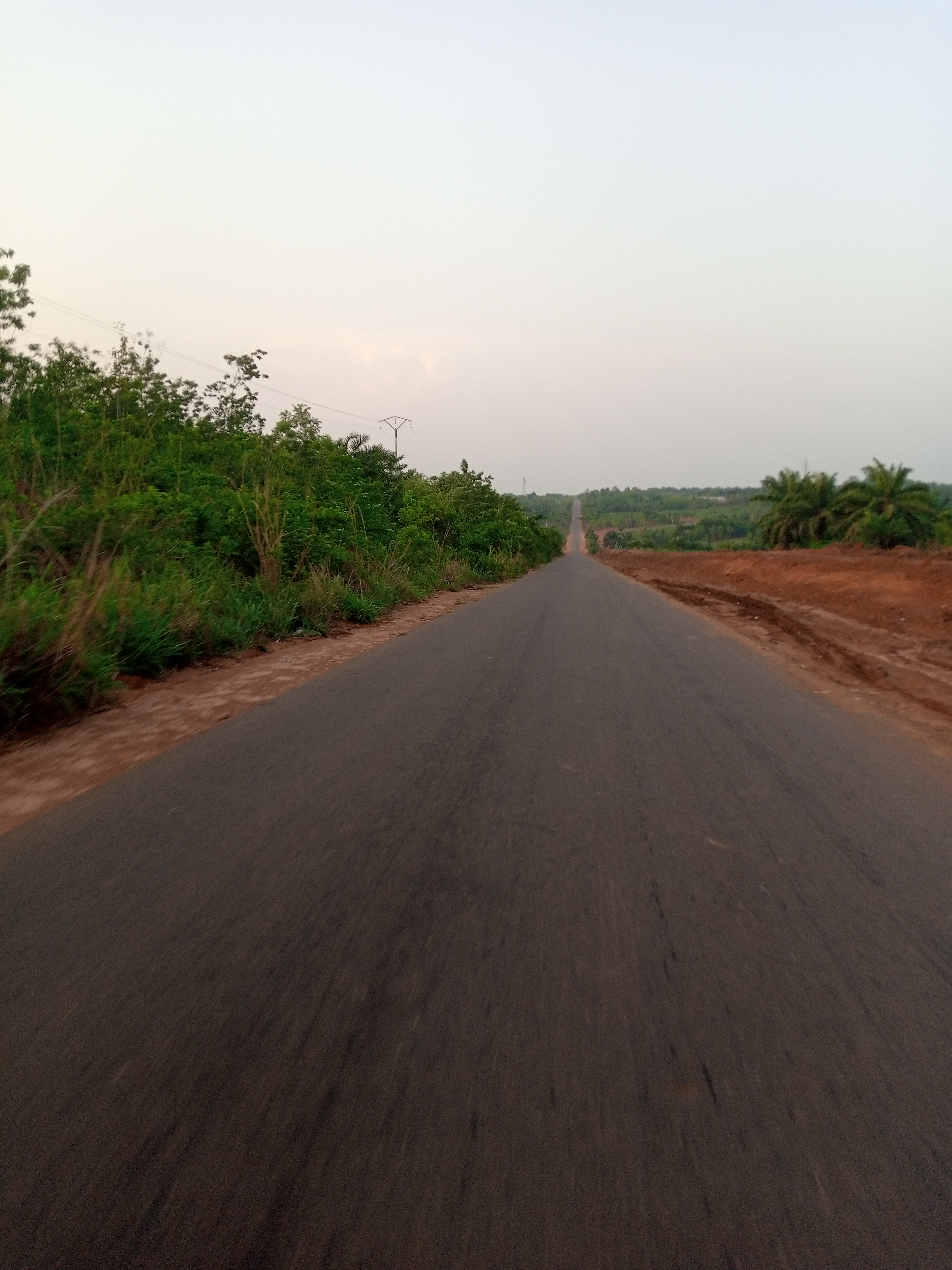
Asfaltweg
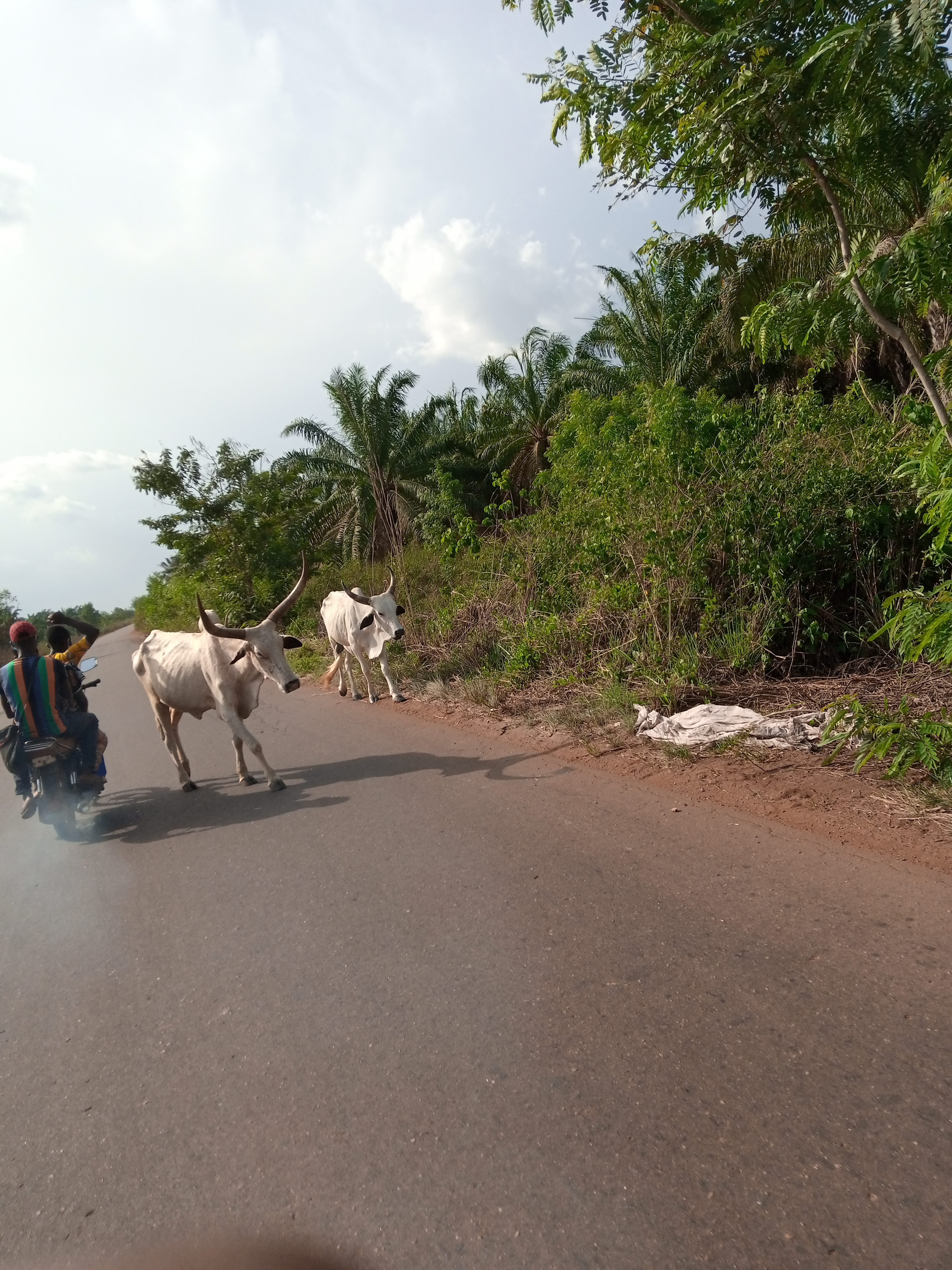
Runderen op de weg bij Sakété
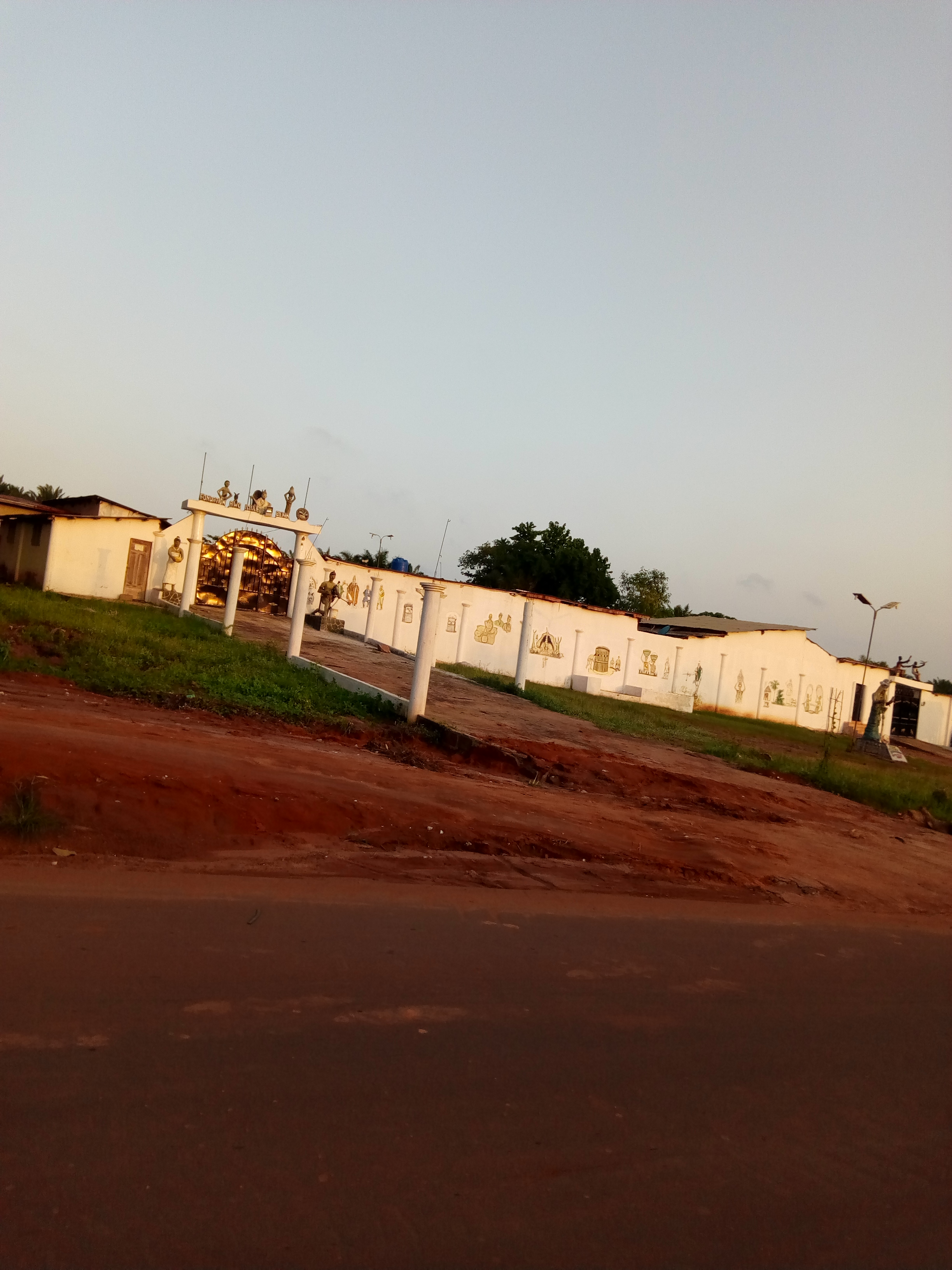
Koninklijk paleis in Takon

- Library of Congress Control Number: no2010181115
- Virtual International Authority File: 160020970